# Ricardo Ramírez-Hernández
Ricardo Ramírez-Hernández (* 17. Oktober 1968 in Mexiko) ist ein mexikanischer Jurist, Hochschullehrer und ehemaliges Mitglied des WTO Appellate Body.

## Leben
Ramírez-Hernández wurde am 17. Oktober 1968 in Mexiko geboren. Er ist der Sohn zweier Lehrer und hat zwei Geschwister. Er hat einen LLM in internationalem Wirtschaftsrecht vom Law College der American University und einen Abschluss in Rechtswissenschaften von der Universidad Autónoma Metropolitana.Er war der Leiter der Abteilung für internationale Handelspraktiken in einer Anwaltskanzlei in Mexiko-Stadt. Er arbeitete dort hauptsächlich an Angelegenheiten im Zusammenhang mit dem NAFTA. Vor seiner Tätigkeit für die Anwaltskanzlei war er Berater für das mexikanische Wirtschaftsministerium, unter anderem für Freihandelsabkommen von Mexiko, die FTAA und ALADI.
Ramírez-Hernández repräsentierte sein Vaterland in internationalen Handelsstreitigkeiten, unter anderem vor den WTO Gremien. Er war Panelist im Zusammenhang mit verschiedenen Handelsabkommen und Schiedsgerichten. Er war unter anderem Schiedsrichter bei Michael Ballantine and Lisa Ballantine (U.S.A.) v. Dominican Republic vor dem Ständigen Schiedsgerichtshof.
Er wurde 2009 Mitglied des Appellate Body. Eingeschworen wurde er am 21. Juli, wie er selbst vergleicht, 40 Jahre nach der Mondlandung. Die Berufung beschreibt er selbst als Erreichen seines persönlichen Mondes. Seine Amtszeit am Appellate Body endete im Juni 2017. Am 16. September 2017 wurde er zum Vorsitzenden des Verwaltungsrat der Weltbank für ICSID (Chairman of the Administrative Council of the World Bank to the Panel of Arbitrators of the International Centre for Settlement of Investment Disputes) für 6  Jahre.
Ramírez-Hernández ist Inhaber des Lehrstuhls für internationales Handelsrecht an der Nationalen Autonomen Universität von Mexiko (UNAM).

## Publikation
- Trade in Goods in The Oxford Handbook of International Trade Law, Oxford University Press, 2022